# Esgrima als Jocs Olímpics d'estiu de 1920 - sabre individual masculí
La competició de sabre individual masculí va ser una de les sis proves del programa d'esgrima que es van disputar als Jocs Olímpics d'Anvers de 1920. La prova es va disputar entre el 25 i el 26 d'agost de 1920, amb la participació de 43 tiradors procedents de 9 nacions diferents.

## Medallistes
| Or              | Plata           | Bronze                 |
| Nedo Nadi (ITA) | Aldo Nadi (ITA) | Adrianus De Jong (NED) |

## Resultats

### Primera eliminatòria
Es disputen 5 sèries. Els quatre primers de cadascuna passen a semifinals.
| Pos. | Tirador           | Nació         | V | D |
| ---- | ----------------- | ------------- | - | - |
| 1    | Oreste Puliti     | Itàlia        | 6 | 1 |
| 2    | Federico Cesarano | Itàlia        | 5 | 2 |
| 3    | Adrianus De Jong  | Països Baixos | 5 | 2 |
| 4    | Aage Berntsen     | Dinamarca     | 5 | 2 |
| 5    | Marc Perrodon     | França        | 3 | 4 |
| 6    | Edwin Fullinwider | Estats Units  | 2 | 5 |
| 7    | Edward Startin    | Regne Unit    | 1 | 6 |
| 7    | Alexis Simonson   | Bèlgica       | 1 | 6 |

| Pos. | Tirador                | Nació          | V   | D   |
| ---- | ---------------------- | -------------- | --- | --- |
| 1    | Aldo Nadi              | Itàlia         | 6   | 1   |
| 2    | Robin Dalglish         | Regne Unit     | 5   | 2   |
| 3    | Félix Goblet           | Bèlgica        | 4   | 3   |
| 4    | Henri Wijnoldy-Daniëls | Països Baixos  | 4   | 3   |
| 5    | Ronald Campbell        | Regne Unit     | 3   | 4   |
| 5    | Wouter Brouwer         | Països Baixos  | 3   | 4   |
| 7    | Viliam Tvrzský         | Txecoslovàquia | 2   | 5   |
| 8    | John Dimond            | Estats Units   | 1   | 6   |
| -    | Georges Trombert       | França         | DNF | DNF |

| Pos. | Tirador                | Nació          | V | D |
| ---- | ---------------------- | -------------- | - | - |
| 1    | Nedo Nadi              | Itàlia         | 5 | 1 |
| 2    | Robert Feyerick        | Bèlgica        | 3 | 3 |
| 3    | Cecil Kershaw          | Regne Unit     | 3 | 3 |
| 4    | Baldo Baldi            | Itàlia         | 3 | 3 |
| 4    | Josef Javůrek          | Txecoslovàquia | 3 | 3 |
| 6    | Henri de Saint Germain | França         | 2 | 4 |
| 6    | Claiborne Walker       | Estats Units   | 2 | 4 |

| Pos. | Tirador            | Nació          | V   | D   |
| ---- | ------------------ | -------------- | --- | --- |
| 1    | Léon Tom           | Bèlgica        | 6   | 1   |
| 2    | Francesco Gargano  | Itàlia         | 5   | 2   |
| 3    | Giulio Rusconi     | Itàlia         | 4   | 2   |
| 4    | Joseph Parker      | Estats Units   | 4   | 3   |
| 5    | Zdeněk Vávra       | Txecoslovàquia | 3   | 3   |
| 5    | Evangelos Skotidas | Grècia         | 3   | 4   |
| 7    | Félix Vigeveno     | Països Baixos  | 2   | 5   |
| 8    | Arthur Lyon        | Estats Units   | 1   | 6   |
| -    | Jean Margraff      | França         | DNF | DNF |
| -    | Alfred Martin      | Regne Unit     | DNF | DNF |

| Pos. | Tirador              | Nació          | V | D |
| ---- | -------------------- | -------------- | - | - |
| 1    | Jan van der Wiel     | Països Baixos  | 6 | 2 |
| 2    | Robert Hennet        | Bèlgica        | 5 | 3 |
| 3    | Giorgio Santelli     | Itàlia         | 5 | 3 |
| 4    | Herbert Huntingdon   | Regne Unit     | 5 | 3 |
| 5    | Jean Servent         | França         | 4 | 4 |
| 5    | Vasilios Zarkadis    | Grècia         | 4 | 4 |
| 7    | Roscoe Bowman        | Estats Units   | 3 | 5 |
| 7    | Jaroslav Tuček       | Txecoslovàquia | 3 | 5 |
| 9    | Frederick Cunningham | Estats Units   | 1 | 7 |

### Semifinals
Es disputen 3 semifinals. Els quatre primers de cadascuna passen a la final.
| Pos. | Tirador                | Nació          | V | D |
| ---- | ---------------------- | -------------- | - | - |
| 1    | Henri Wijnoldy-Daniëls | Països Baixos  | 4 | 2 |
| 2    | Léon Tom               | Bèlgica        | 4 | 2 |
| 3    | Francesco Gargano      | Itàlia         | 3 | 3 |
| 4    | Aldo Nadi              | Itàlia         | 3 | 3 |
| 5    | Josef Javůrek          | Txecoslovàquia | 3 | 3 |
| 6    | Giorgio Santelli       | Itàlia         | 2 | 4 |
| 6    | Cecil Kershaw          | Regne Unit     | 2 | 4 |

| Pos. | Tirador          | Nació         | V | D |
| ---- | ---------------- | ------------- | - | - |
| 1    | Nedo Nadi        | Itàlia        | 6 | 0 |
| 2    | Baldo Baldi      | Itàlia        | 5 | 1 |
| 3    | Jan van der Wiel | Països Baixos | 3 | 3 |
| 4    | Robin Dalglish   | Regne Unit    | 3 | 3 |
| 5    | Robert Feyerick  | Bèlgica       | 3 | 3 |
| 6    | Joseph Parker    | Estats Units  | 1 | 5 |
| 7    | Félix Goblet     | Bèlgica       | 0 | 6 |

| Pos. | Tirador            | Nació         | V | D |
| ---- | ------------------ | ------------- | - | - |
| 1    | Federico Cesarano  | Itàlia        | 5 | 1 |
| 2    | Adrianus De Jong   | Països Baixos | 5 | 1 |
| 3    | Oreste Puliti      | Itàlia        | 4 | 2 |
| 4    | Robert Hennet      | Bèlgica       | 3 | 3 |
| 5    | Giulio Rusconi     | Itàlia        | 3 | 3 |
| 6    | Herbert Huntingdon | Regne Unit    | 1 | 5 |
| 7    | Aage Berntsen      | Dinamarca     | 0 | 6 |

### Final
| Pos. | Tirador                | Nació         | V  | D |
| ---- | ---------------------- | ------------- | -- | - |
| 1    | Nedo Nadi              | Itàlia        | 11 | 0 |
| 2    | Aldo Nadi              | Itàlia        | 9  | 2 |
| 3    | Adrianus De Jong       | Països Baixos | 6  | 5 |
| 4    | Oreste Puliti          | Itàlia        | 6  | 5 |
| 5    | Jan van der Wiel       | Països Baixos | 6  | 5 |
| 6    | Léon Tom               | Bèlgica       | 5  | 6 |
| 7    | Robert Hennet          | Bèlgica       | 5  | 6 |
| 8    | Robin Dalglish         | Regne Unit    | 5  | 6 |
| 9    | Henri Wijnoldy-Daniëls | Països Baixos | 4  | 7 |
| 10   | Federico Cesarano      | Itàlia        | 3  | 8 |
| 11   | Francesco Gargano      | Itàlia        | 3  | 8 |
| 12   | Baldo Baldi            | Itàlia        | 3  | 8 |